# Маринетти, Жюльен
Жюльен Маринетти (фр. Julien Marinetti; род. 19 февраля 1967, Париж) — французский художник и скульптор. Известен как создатель серии скульптур «Doggy John».

## Биография
Родился 19 января 1967 в Париже. Детские годы прошли в окрестностях квартала Сен-Жермен-де-Пре, рядом со знаменитой Национальной высшей школой изящных искусств. Её он посещал несколько лет спустя. Также в том же квартале начинающий художник работал в мастерских скульптора Поля Бельмондо и художника Эдмона Хойзе.
Юношей изучал обнажённую натуру в Академии де ла Гранд Шомьер и проявил большой интерес к академическому рисунку.
Первые выставки состоялись в 1990-х годах (его выставляли Салон Независимых, Salon de la Jeune Peinture и др.). Произведения были сосредоточены на переосмыслении основных вопросов религиозной живописи, в разных стилях: классицизм, реализм, модная свободная фигуративность.
В 1997 году состоялась встреча с художником Жаном Деваном, которая стала поворотным моментом для осмысления искусства Жюльеном Маринетти.
В 2004 году Маринетти вернулся к скульптуре и создал арт-объект «Doggy John». Это скульптурное изображение бульдога из бронзы с применением живописной обработки. Смешением живописи и скульптуры Маринетти развил новое направление в синкретическом искусстве. Он создал свой стиль, где скульптура становится холстом для живописного произведения.
В 2007 году его работа «Doggy John-Obama» была представлена в Большом дворце в Париже. Маринетти обрёл славу, и с тех пор его скульптуры выставлялись в галереях по всему миру.
В 2011 году, побывав в Азии, создал скульптуры семейства панд Ба, представленные в китайских городах Сингапур и Чэнду.